# Graafschap Tecklenburg
Tecklenburg was een tot de Nederrijns-Westfaalse Kreits behorend graafschap binnen het Heilige Roomse Rijk.

## Geschiedenis
De burcht Tecklenburg werd waarschijnlijk omstreeks 1100 door de graven van Zutphen gebouwd.
Het gravengeslacht wordt in 1129 voor het eerst vermeld in de persoon van graaf Ekbert. De naam Tecklenburg komt voor het eerst in 1184 voor. De graven verwerven een aanzienlijk gebied tussen de Hunte en de Eems (Ibbenbüren in 1189).
In 1263 sterft het geslacht van graaf Ekbert uit en komt het bezit ten gevolge van het huwelijk van de dochter van de laatste graaf met Otto van Bentheim aan de graven van Bentheim uit het Hollandse huis.
Na de dood van graaf Otto in 1277 volgt zijn zoon Otto hem op in het graafschap Bentheim en zijn zoon Egbert volgt hem op in het graafschap Tecklenburg.
De graven van Tecklenburg uit het Hollandse huis sterven in 1329 uit. Vanwege het huwelijk van Richardis, de zuster van de laatste graaf, met Günzel van Schwerin, wordt hun zoon Nicolaas van Schwerin de nieuwe graaf van Tecklenburg. Deze Nicolaas verkoopt in 1358 het graafschap Schwerin.
In 1365 verwerft graaf Otto via zijn vrouw Eilicke van Lippe de heerlijkheid Rheda. Omstreeks 1375 behoren tot het graafschap onder andere Cloppenburg, Friesoythe, het Saterland en de Hümmling. Rond 1400 gaat er echter de helft van zijn gebied verloren in oorlogen met de prinsbisdommen Münster en Osnabrück: Cloppenburg, Friesoythe en Bevergern.
Als in 1493 graaf Nicolaas III door zijn zoon Otto VIII wordt afgezet, vestigt hij zich in Lingen. Na zijn dood in 1496 wordt hij daar opgevolgd door een andere zoon, Nicolaas VI (overleden 1541). In 1541 wordt Graafschap Lingen met Tecklenburg herenigd.
De laatste graaf uit het huis Schwerin, Koenraad voert in 1524 de Reformatie in en maakt deel van het Schmalkaldisch Verbond. Na de nederlaag van deze bond tegen keizer Karel V, confisqueert de keizer op 3 november 1546 Tecklenburg met Lingen en draagt het dezelfde dag over aan Maximiliaan van Egmont.
In maart 1548 sluit Maximiliaan een verdrag met Koenraad van Tecklenburg. Hierbij wordt Tecklenburg teruggegeven aan de graaf en doet deze afstand van Lingen. Op dezelfde dag erkent de keizer deze constructie in zijn hoedanigheid van heer van Overijssel. Dit betekent dat de keizer Lingen ziet als onderdeel van de Bourgondische Kreits. De Nederrijns-Westfaalse Kreits erkent deze constructies niet maar blijft Lingen zien als een deel van het graafschap Tecklenburg.
Koenraad overlijdt in 1559 en er zijn twee aanspraken op de erfenis:
- zijn dochter Anna, die gehuwd is met graaf Everwijn III van Bentheim uit het huis Götterswick
- zijn zuster Anna, die gehuwd is met graaf Philips van Solms-Braunfels

Hoewel de graaf van Bentheim zich in het bezit van het graafschap weet te stellen, geven de graven van Solms hun aanspraken niet op. Na langdurige processen (sinds 1576) bij het Rijkskamergerecht wordt het grootste deel van het graafschap in 1707 aan Solms toegekend.
Inmiddels regeert in Bentheim en Tecklenburg de zoon van Everwijn III en Anna van Tecklenburg: Arnold III. Hij heeft van zijn vader Bentheim en Steinfurt en van zijn moeder Tecklenburg geërfd. Daarnaast verwerft hij door zijn huwelijk met Magdalena van Neuenahr (1551-1626) ook nog het graafschap (Hohen-)Limburg en de heerlijkheden Alpen, Linnep en Heppendorf. Ten slotte heeft hij ook nog de ambten Freudenberg en Uchte van het graafschap Hoya verworven. In 1588 voert hij de reformatie in.
In 1609 worden deze uitgebreide bezittingen verdeeld onder vijf zonen van Arnold III. Het deel van Adolf bestaat uit Tecklenburg, Rheda en de ambten van Hoya. In 1618 komt daar het graafschap Hohen-Limburg nog bij nadat die tak van het huis Bentheim is uitgestorven.
Ten gevolge van de uitspraken van het Rijkskamergerecht in 1700, 1701 en 1704 verliest Johan Adolf twee derde van het graafschap Tecklenburg en de helft van Rheda aan Solms. Ook de ambten van Hoya gaan verloren.
In 1707 verkoopt de graaf van Solms het graafschap Tecklenburg aan het koninkrijk Pruisen. Een andere rechtbank, de Rijkshofraad oordeelt in 1722 dat de graven van Bentheim-Tecklenburg recht hebben op het graafschap. De graaf van Bentheim-Tecklenburg komt in 1707/29 tot een vergelijk met Pruisen: hij staat zijn rechten op Tecklenburg af en behoudt zijn deel van Rheda.
Na de nederlagen van Pruisen in 1807 wordt het graafschap verenigd met het groothertogdom Berg.  Vervolgens maakt het van 1810 tot 1813 deel uit van het keizerrijk Frankrijk. Het congres van Wenen herstelt de oude situatie en draagt het graafschap weer aan het koninkrijk Pruisen over.

Het Graafschap Tecklenburg bij de splitsing op 25 oktober 1400
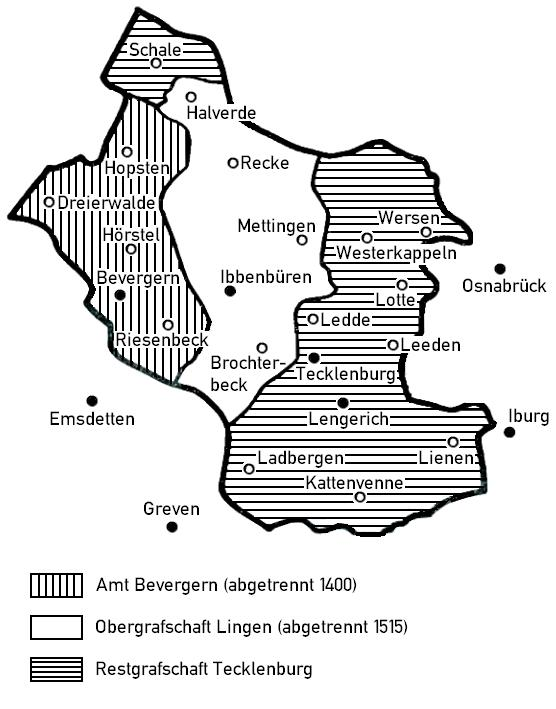
Restant van Graafschap Tecklenburg na 1515

## Gebied
De steden Tecklenburg, Lengerich en Kappeln en de parochies Lengerich, Kappeln, Ladbergen, Wersen, Lotte, Leeden, Ledde en Schale.

## Regenten
| regering             | naam                | geboren          | overleden        | familie                                       |
| Huis Saarbrücken     | Huis Saarbrücken    | Huis Saarbrücken | Huis Saarbrücken | Huis Saarbrücken                              |
| -------------------- | ------------------- | ---------------- | ---------------- | --------------------------------------------- |
| 1139-1150            | Egbert              | ±1090            | 04-02-1150       |                                               |
| 1150-1155            | Hendrik I           | ±1115            | 22-11-1156       |                                               |
| 1155-1202            | Simon               | ±1140            | 08-08-1202       |                                               |
| 1202-1263            | Otto I              | ±1185            | 11-09-1263       |                                               |
| Huis Bentheim        |                     |                  |                  |                                               |
| 1263-1279            | Otto II             | ±1248            | ±1279            | gehuwd met erfdochter Heilwig van Tecklenburg |
| 1279-1285            | Otto III            |                  | ±1285)           |                                               |
| 1285-1307            | Otto IV             |                  | 1307             |                                               |
| 1307-1328            | Otto V              |                  | 1329             | kinderloos                                    |
| Huis Schwerin        |                     |                  |                  |                                               |
| 1329-1360            | Nicolaas I          |                  | 1360             | neef (oomzegger) van Otto V                   |
| 1360-1388            | Otto VI             | circa 1340       | 13-7-1388        | zoon                                          |
| 1375-1426/30         | Nicolaas II         | circa 1370       | 1426/30          | zoon                                          |
| 1426/30-1450         | Otto VII            |                  | 1450             | zoon                                          |
| 1450-1493            | Nicolaas III        |                  | 1496             | zoon                                          |
| 1493-1526/34         | Otto VIII           |                  | 1526/34          | zoon                                          |
| 1526-1557            | Koenraad            | 1493             | 16-3-1557        | zoon                                          |
| 1557-1562            | Everwijn III        | 1536             | 19-2-1562        | schoonzoon                                    |
| 1562-1606            | Arnold III          | 2-10-1554        | 11-1-1606        | zoon                                          |
| 1606-1623            | Adolf               | 17-7-1577        | 5-4-1623         | zoon                                          |
| 1623-1674            | Maurits             | 31-5-1615        | 25-2-1674        | zoon                                          |
| 1674-1699/1700/01/04 | Johan Adolf         | 22-9-1637        | 29-8-1704        | zoon                                          |
| (1701-1710)          | Frederik Maurits    | 27-10-1653       | 13-12-1710       | broer                                         |
| 1707-1713            | Frederik I          | 11-7-1657        | 25-2-1713        | Pruisen                                       |
| 1713-1740            | Frederik Willem I   | 14-8-1688        | 31-5-1740        | zoon                                          |
| 1740-1786            | Frederik II         | 24-1-1712        | 17-8-1786        | zoon                                          |
| 1786-1797            | Frederik Willem II  | 25-9-1744        | 16-11-1797       | zoon van broer                                |
| 1797-1807            | Frederik Willem III | 3-8-1770         | 7-6-1840         | zoon                                          |